# Gustav Adolf Sjöberg
Pour les articles homonymes, voir Sjöberg.
Gustaf Adolf Sjöberg, né le 22 mars 1865 à Söderfors (Suède) et mort le 31 octobre 1937 à Köping (Suède), est un tireur sportif suédois.

## Palmarès

### Jeux olympiques
- Jeux olympiques d'été de 1908 à Londres :
  -  Médaille d'argent en tir à la carabine libre par équipes.